# Вестминстерские суды

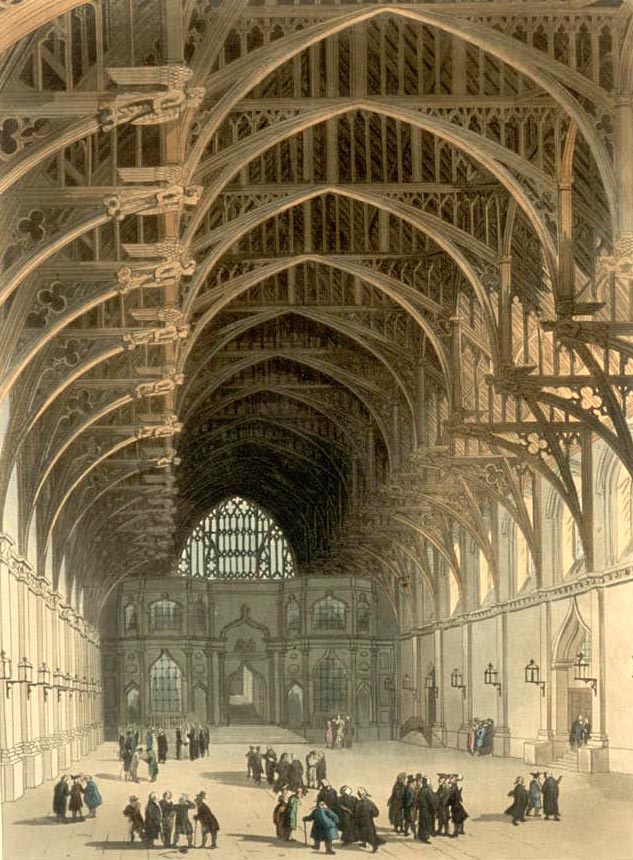
Вестминстер-Холл. 1810 г.

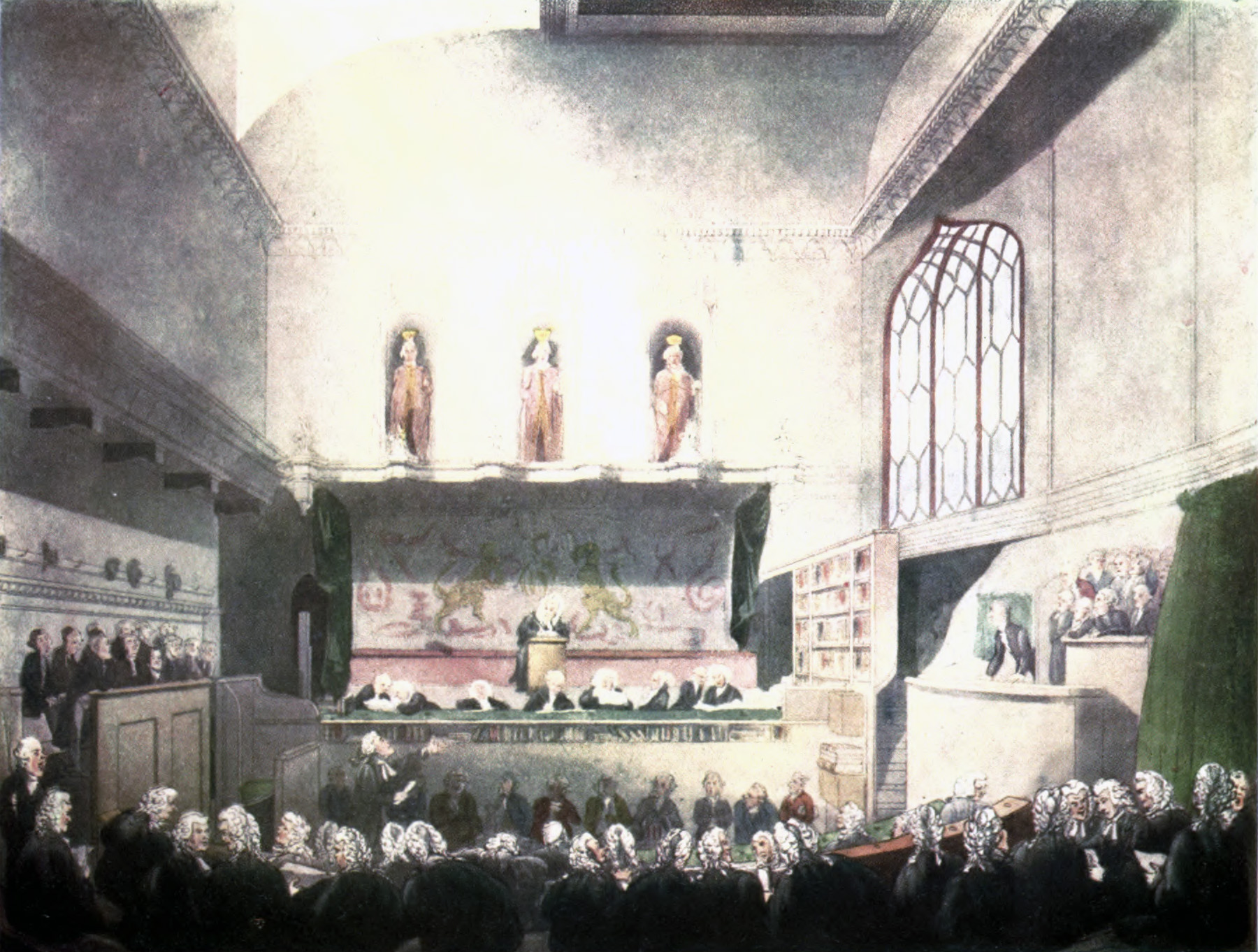
Суд королевской скамьи. Вестминстер-Холл. 1808 год

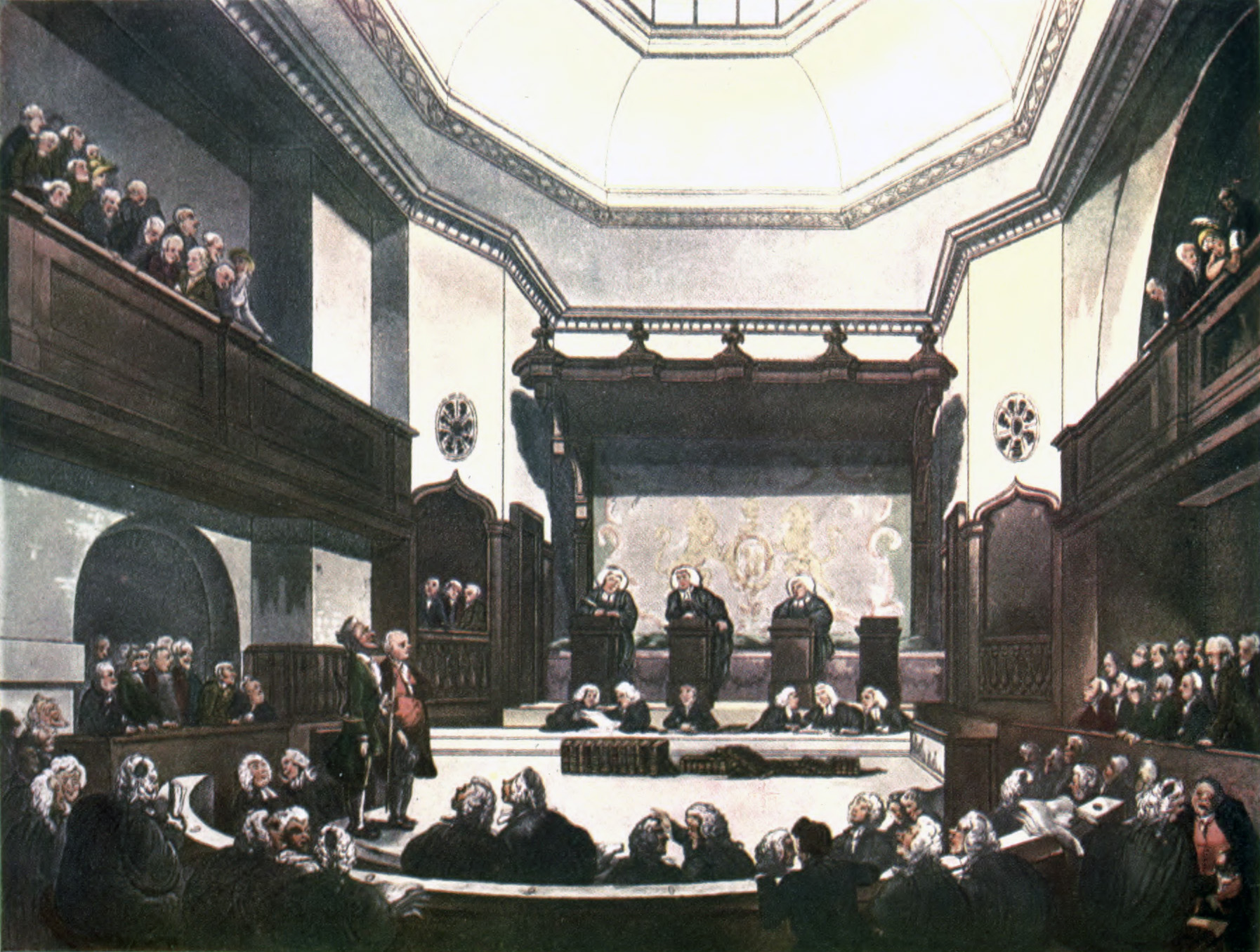
Суд общих тяжб. Вестминстер-Холл. 1808 год

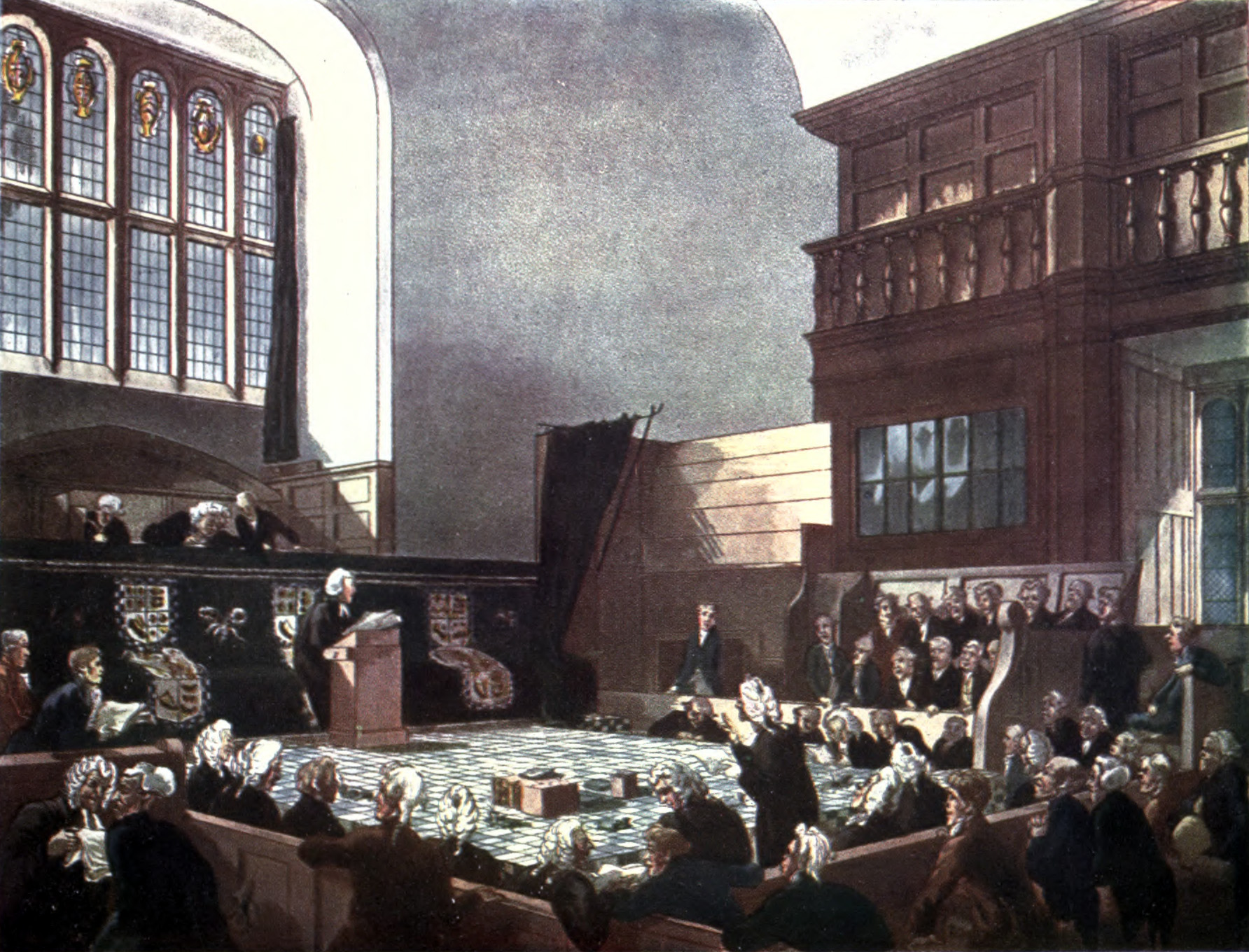
Суд казначейства. Вестминстер-Холл. 1808 год

Вестминстерские суды, Королевский Суд Вестминстера (лат. Curia Regis) — общее название высших судов в средневековой Англии. Включал Суд королевской скамьи, Суд общих тяжб и Суд казначейства.

## Предыстория
После нормандского завоевания середины XI в. в Англии сохранились судебные порядки и обычаи англосаксонских времён. Для подчинения и реформирования юстиций разных областей воздействие новой монархии было ещё низким. Единообразия ради Вильгельм Завоеватель предписал придерживаться «хороших и испытанных законов Эдуарда Исповедника».
На протяжении второй половины XI — первой половины XII века сложилась новая королевская юстиция. Вначале деятельность юстиции ограничивалась узким кругом дел, прямо затрагивающих корону или споры между крупными вассалами. Позднее королевская юстиция увеличила вмешательство в другие категории дел, в особенности связанные с земельными спорами и со статусом держателей земельных прав.
Преобладание королевской юстиции было установлено судебной реформой Генриха II (1154—1189).

## Структура Вестминстерских судов
Королевский суд в Вестминстере (curia regis) превратился в постоянное судебное ведомство. Было назначено 5 постоянных судей, которые обсуждали запросы судебных комиссаров. Со временем при суде сложился свой персонал, установилась коллегиальная практика обсуждений. В конце XII века обособилось гражданское отделение суда.
Согласно Вестминстерскому статуту, принятому в период кризиса XIII века, было установлено, что королевские судьи являлись для слушания дел непосредственно в графства. Там разбирались дела с участием местных присяжных. Благодаря реформам Генриха II суд присяжных получил официальное признание. Уголовные обвинения в рядовых преступлениях должны были выдвигаться особым собранием жителей графств — Большим жюри в числе 24 (с XIV века); дальнейший разбор дела велся судьями. Они выносили приговор с привлечением Малого жюри — 4—6 представителей сотен. Позднее участие присяжных было признано необходимым при решении земельных споров королевскими судьями. Особо важную роль присяжные играли в уголовных делах: они устанавливали событие правонарушения и человека, подлежащего ответственности.
На протяжении XIII—XIV веков королевская юстиция в рамках общего совета — curia — специализировалась, выделилось несколько особых учреждений со своей компетенцией. Суд королевской скамьи (в середине XIII века, вместе с аннулированием места главного юстициария Англии) оформился одним из первых. В нём заседали 4—5 советников-юристов и председатель. Суд имел право решать уголовные дела, владел полицейской властью, правом рассматривать апелляции на земские решения. С конца XIII века обособился Суд общих тяжб. Он состоял из профессиональных юристов и имел единоличное право на рассмотрение некоторых видов исков между подданными, если те не касались короны. Компетенция его была масштабной и неясной: иски о защите земельных владений, нарушении соглашения и др. Особой инстанцией был Суд казначейства. В этом суде рассматривались дела о финансовых спорах между подданными и короной. Далее в нём стали разбирать дела, которые можно было показать как «нарушение долга».
В разное время существовало не менее 4 особых судов королевской юстиции, имевших наименование Казначейской палаты. Самый древний был учрежден в 1357 году для разбора апелляций на Суд казначейства, другие образовались в XV—XVI веках. Все они были апелляционными: здесь анализировались жалобы на судебные ошибки, допущенные при рассмотрении исков высшими судами. Компетенция их была формализированной и строилась только на традиции.
Королевские суды в своей деятельности следовали обычаями, судебной практике и указаниям, которые содержались в королевских «указах», не имевшие ничего общего с законодательными актами.

## Королевский суд при абсолютизме
Компетенция Вестминстерских судов не изменилась и при абсолютизме. Однако появился ряд новых судебных образований исключительного характера. Это прежде всего Звёздная палата, которая была основана при Генрихе VII Тюдоре и была преимущественно призвана вести борьбу с мятежными феодалами. При Елизавете была сформирована Высокая комиссия для исполнения юрисдикции, относившейся к церковным делам. Новшеством было возникновение судебных советов в тех регионах, где наиболее часто нарушались порядки (в Уэльсе и северных графствах).
Юрисдикция высшего суда адмиралтейства окончательно сформировалась в первой половине XVI века, к его ведению были причислены гражданские дела, связанные с мореплаванием, а также уголовные преступления, совершенные в открытом море.

## Акты о судоустройстве 1873—1875 годов и конец истории Вестминстерских судов
Актами о судоустройстве Великобритании 1873—1875 годов Вестминстерские суды были слиты с Канцлерским судом, в результате чего был образован Высокий суд правосудия.